# Ivor Callely
Ivor Callely (irisch Ivor Mac Alaigh, * 6. Mai 1958 in Clontarf, Dublin) ist ein ehemaliger irischer Politiker (Fianna Fáil, zuletzt als Unabhängiger).

## Leben
Callely ging im Dubliner Stadtteil Raheny zur Schule. Seine kommunalpolitischen Aktivitäten begannen 1985. Der Versuch, bei den Wahlen zum  Dáil Éireann 1987 einen Sitz zu erlangen, blieb erfolglos. Als 1989 dann erneut Wahlen angesetzt wurden, erhielt er einen Sitz im Wahlkreis Dublin North-Central. Diesen Sitz konnte er bis 2007 halten. 2002 ernannte ihn Bertie Ahern zum Staatsminister im Gesundheitsministerium für Senioren. 2004 wurde er Staatsminister im Verkehrsministerium für großstädtisches Verkehrsmanagement. 2005 trat er von diesem Ministerposten zurück, nachdem bekannt geworden war, dass in den 1990er Jahren ein Handwerker sein Haus kostenlos gestrichen hatte.
2007 verlor er seinen Sitz im Dáil Éireann. Auch der Versuch, stattdessen in den Seanad Éireann durch die Wahl über die Wirtschaftsliste zu wechseln, scheiterte zunächst. Bertie Ahern ernannte ihn dann jedoch in den Seanad.
2010 wurde bekannt, dass Callely offenbar Reisekosten in einem völlig unangemessenen Verhältnis abgerechnet hatte. Als weitere Verschwendungen im August 2010 offenkundig wurden, wurde Callely von der Fianna Fáil suspendiert. Er legte am 24. August 2010 die Parteimitgliedschaft ab und wurde Unabhängiger.
2012 wurde er wegen Fälschung festgenommen und ein Jahr später wegen Betrugs und Diebstahls angeklagt. Er erhielt eine Freiheitsstrafe von fünf Monaten.
2016 wurden Zwangsvollstreckungsversuche gegenüber Callely bekannt.
2018 wurde er zu einer Bewährungsstrafe von acht Monaten verurteilt, nachdem er das Wartezimmer eines Arztes mehrfach verwüstet hatte.